# بني حافظ
قرية بني حافظ هي إحدى القرى التابعة لمركز ملوى بمحافظة المنيا في جمهورية مصر العربية. حسب إحصاءات سنة 2006، بلغ إجمالي السكان في بني حافظ 1841 نسمة، منهم 860 رجلا و981 امرأة.